# Cornier
Cornier este o comună în departamentul Haute-Savoie din sud-estul Franței. În 2009 avea o populație de 1.210 de locuitori.

## Evoluția populației
| An        | 1975 | 1982 | 1990 | 1999 | 2006  | 2009  |
| --------- | ---- | ---- | ---- | ---- | ----- | ----- |
| Populație | 573  | 616  | 763  | 936  | 1.026 | 1.210 |